# Joseph Brami
Pour les articles homonymes, voir Brami.
Joseph Brami (hébreu : יוסף בראמי), né en 1888 à Tunis et décédé le 26 septembre 1924, est un journaliste et écrivain tunisien issu de la communauté juive et de tendance sioniste.

## Biographie
Né en 1888 dans le quartier de la Hara à Tunis, il étudie à la yechiva du rabbin Shlomo Dana (he) et à l'école de l'Alliance israélite universelle (AIU) où il apprend le français. Il devient ensuite professeur d'hébreu, exerçant à Tunis et en dehors de la ville, et correspondant du journal sioniste Hatzfira dans lequel il rédige des rapports sur la vie juive, les activités sionistes et les progrès de l'apprentissage de l'hébreu en Tunisie.
Aux côtés d'Alfred Valensi et Yacob Boccara (he), Brami est l'un des fondateurs en 1910 de la première organisation sioniste légale à Tunis, Agoudat Tsion, qu'il représente au douzième Congrès sioniste en 1921. Rédacteur en chef d'un journal sioniste publié en judéo-arabe à partir de 1913, Kol Tsion (La Voix de Sion), il critique les écoles de l'AIU en raison de leur manque de cours d'hébreu.
En 1921, il est élu au sein du premier conseil de la communauté juive, l'un des premiers démocratiquement désignés dans le monde musulman, et devient secrétaire du grand-rabbin Moshé Sitruk (he). En 1922, il devient secrétaire du grand rabbinat de Tunis mais meurt en 1924 à l'âge de 36 ans. Abraham Elmaleh (en) lui rend hommage dans une nécrologie publiée dans le journal Doar HaYom (he).